# Sola nella trappola
Sola nella trappola (Picture Claire) è un film del 2001 diretto da Bruce McDonald.
Le riprese del film si sono svolte dal 16 ottobre 2000 al 4 dicembre 2000.

## Trama
A causa di un incendio, una fotografa è costretta a trasferirsi in un altro stato. Sarà poi scambiata erroneamente per una folle criminale, dovendo poi scappare continuamente dalla polizia.

## Produzione

### Riprese
Le riprese furono girate in Canada a Toronto.